# Atkinson-Kreisprozess

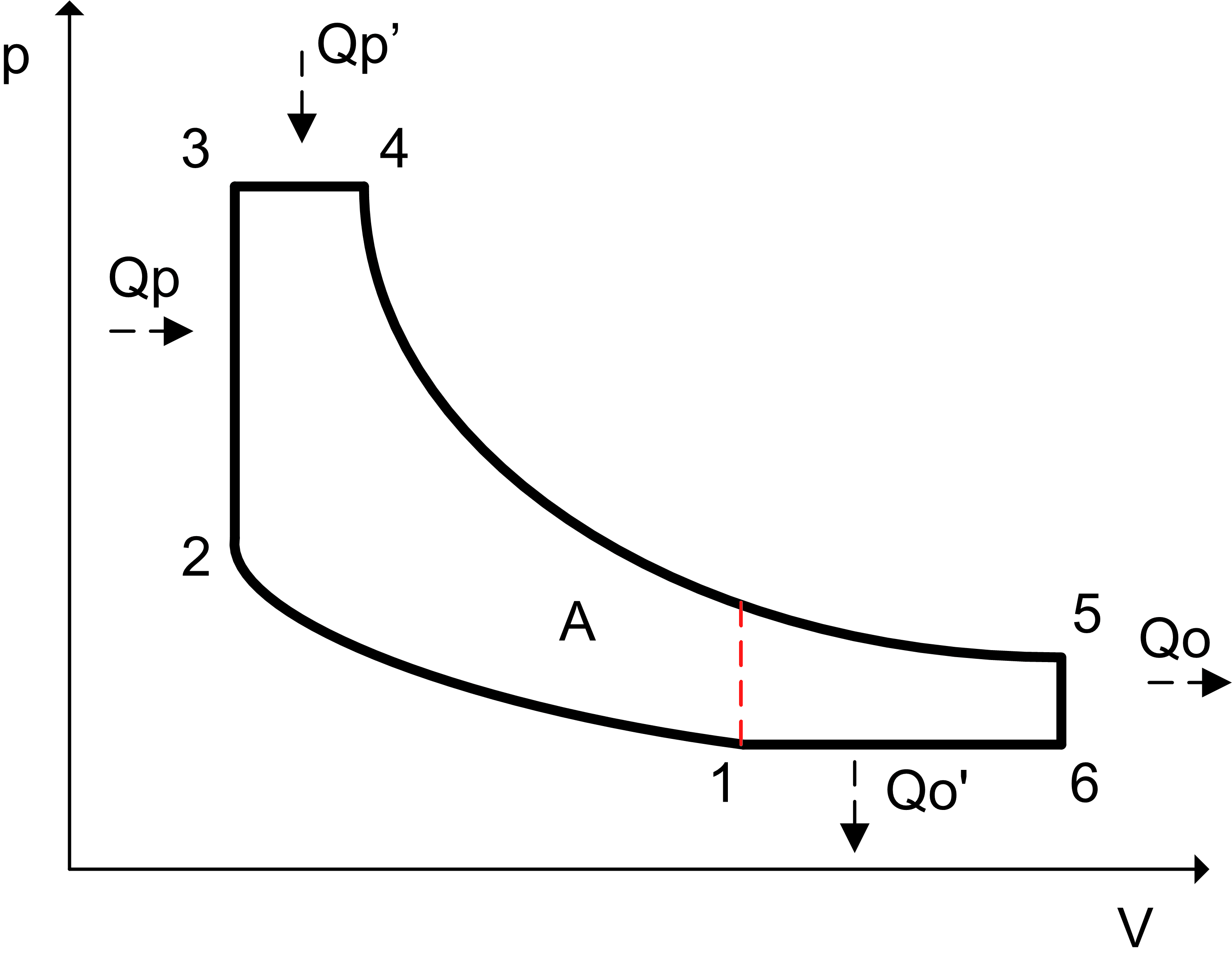
Der Atkinson-Kreisprozess im p-v-Diagramm

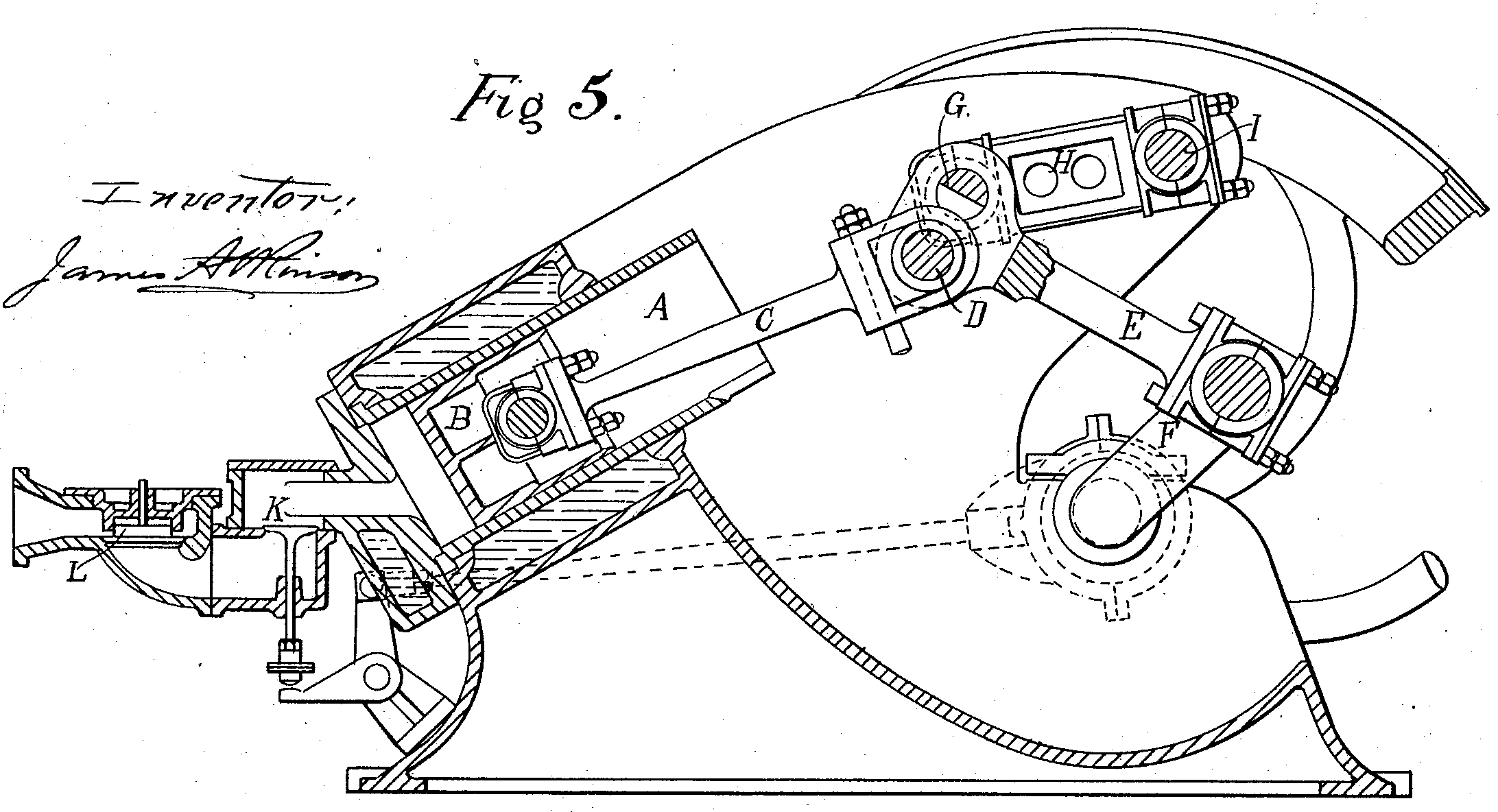
Atkinson-Motor: Zeichnung aus US-Patent 367496

Animation des Atkinson-Motors

Der Atkinson-Kreisprozess ist ein Kreisprozess bei Viertaktmotoren. Er ist nach seinem Erfinder James Atkinson benannt und sieht für Ansaug- und Verdichtungstakte ein geringeres Volumen vor als für Expansions- und Ausschiebetakte.

## Atkinson-Zyklus
Der ursprüngliche Atkinson-Motor hat unterschiedlichen Kolbenhub und damit unterschiedliche Volumina für „Ansaugen/Verdichten“ und „Expandieren/Ausstoßen“. Der Kurbeltrieb ist so ausgelegt, dass der Kolben beim „Expandieren“ weiter nach unten und beim „Ausstoßen“ weiter nach oben fährt. Dies führt zu mehr Abgas-Ausstoß und zu mehr Abgas-Expansion. Im originalen Entwurf wird eine zusätzliche Kurbelschwinge sowie ein weiteres Pleuel zwischen Kurbelwelle und Kolben verbaut, so dass der Kolben bei einer Kurbelwellenumdrehung zweimal auf und ab geht – mit unterschiedlichem Hub.
Atkinson erfand seine Maschine 1880, um Patente von Alphonse Beau de Rochas (1862) und Nikolaus August Otto (1878) zu umgehen, indem er den Viertaktprozess in einer Umdrehung der Kurbelwelle verwirklichte.

## Modifizierter Atkinson-Zyklus
Unter dem Atkinson-Zyklus wird bei 4-Takt-Motoren das späte Schließen des Einlassventils deutlich nach dem unteren Totpunkt (UT) verstanden, wodurch ein Teil des angesaugten Gases wieder zurück gepumpt wird, bevor mit dem Ventil-Schluss die eigentliche Verdichtung beginnt. Dieser Motor arbeitet mit herkömmlicher Kurbelwelle und im 4-Takt-Verfahren.

## Miller-Zyklus mit früh schließendem Einlassventil
Fast gleichartig funktioniert der Miller-Zyklus (1957 patentiert für Ralph Miller), bei dem das Einlassventil deutlich vor dem Erreichen des unteren Totpunktes (UT) schließt und so den Ansaugtakt verkürzt, so dass der untere Totpunkt mit Unterdruck durchlaufen wird.
In der Regel wird mit einer variablen Ventilsteuerung gearbeitet, d. h. die Füllung wird durch die Öffnungszeit und den Hub des Ventils statt durch die Drosselklappe kontrolliert.

## Honda EXlink
2001 begann Honda mit der Entwicklung eines Gasmotors, dessen Kolben alternierend zwei unterschiedlich lange Hübe fährt. Bei einer Verdichtung von 12,2:1 weist der Motor im Arbeitstakt ein Expansionsverhältnis von 17,6:1 auf. Erreicht wird dies mit einem speziellen Kurbeltrieb, bei dem die Pleuelstange nicht direkt auf den Hubzapfen der Kurbelwelle wirkt, sondern via ein dreieckförmiges Zwischenstück. Dessen drittes Auge ist über ein Hilfspleuel gelenkig mit dem Exzenter einer zweiten Welle verbunden, welche mit der Kurbelwelle über eine Verzahnung im Eingriff steht aber nur halb so schnell dreht, und im Endeffekt die genaue Lage des unteren Totpunkts moduliert.
Zwar bringt der aufwendige Kurbeltrieb zusätzliche Reibungsverluste mit sich, doch werden diese durch eine geometrische Auslegung wettgemacht, bei der das Pleuel im entscheidenden Arbeitstakt nur sehr wenig seitliche Auslenkung erfährt, was die Reibung zwischen Kolbenhemd und Zylinderwand minimiert.
Honda nennt dieses System „EXlink“ (für „Extended Expansion Linkage Engine“) und vermarktet es seit 2011 für kleine Blockheizkraftwerke.

## Vor- & Nachteile des Atkinson-Motors
Nachteilig bei Atkinsons ursprünglichem Entwurf ist der komplizierte Kurbeltrieb mit ungünstiger Kraftübertragung, was die gebräuchlichen Implementierungen durch den modifizierten Atkinson-Zyklus mittels Ventilsteuerung umgehen.
Der Hauptvorteil des Atkinson-Prozesses liegt darin, dass das Gas durch den verlängerten Expansionshub weiter entspannt und stärker abkühlt und damit die im Gas enthaltene Energie besser ausgenutzt wird; der thermische Wirkungsgrad wird höher. Der Verdichtungsenddruck bzw. die Verdichtungsendtemperatur und der maximale Verbrennungsdruck bzw. die maximale Verbrennungstemperatur sind genauso hoch wie beim konventionellen Ottomotor, wobei der Atkinson-Motor höhere Effizienz bei geringerer Leistung bietet: Das Ansaugvolumen, das für die Leistung entscheidend ist, ist kleiner als das Expansionsvolumen, das für den Wirkungsgrad entscheidend ist.
Gegenüber dem Miller-Zyklus kann man beim Atkinson-Zyklus die Gasdynamik des Ansaugvorgangs nutzen. Darüber hinaus hat der Atkinson-Zyklus im unteren Drehzahlbereich einen geringeren Liefergrad als bei hohen Drehzahlen, was beim Miller-Zyklus umgekehrt ist.
Um die geringere Leistung zu kompensieren, wird in der Regel der Hubraum vergrößert und/oder der Motor (stärker) aufgeladen und die Ladeluft gekühlt.